# Osler (Saskatchewan)
Pour les articles homonymes, voir Osler.
Osler est une ville de la Saskatchewan, au Canada. Fondée dans les années 1890, elle a été nommée en l'honneur de Edmund Boyd Osler (en) (1845–1924).
La localité couvre une superficie de 1,55 km2 et possède une population de 1 088 habitants.

## Histoire
Osler est construite le long du chemin de fer Qu'Appelle, Long Lake and Saskatchewan Railroad (en).

## Démographie
| 2001 | 2006 | 2011  | 2016  |
| ---- | ---- | ----- | ----- |
| 823  | 926  | 1 088 | 1 237 |